# ザヴァッタレッロ
ザヴァッタレッロ（伊: Zavattarello）は、イタリア共和国ロンバルディア州パヴィーア県にある、人口約1,000人の基礎自治体（コムーネ）。

## 地理

### 位置・広がり

#### 隣接コムーネ
隣接するコムーネは以下の通り。括弧内のPCはピアチェンツァ県所属を示す。
- アルタ・ヴァル・ティドーネ (PC)
- コッリ・ヴェルディ (ルイーノ, ヴァルヴェルデ)
- メンコーニコ
- ロマニェーゼ
- ヴァルツィ

### 気候分類・地震分類
気候分類では、zona F, 3138 GGに分類される。
また、イタリアの地震リスク階級 (it) では、zona 3 (sismicità bassa) に分類される
。

## 行政

### 分離集落
ザヴァッタレッロには、以下の分離集落（フラツィオーネ）がある。
- Casa Marchese, Crociglia, Lagagnolo, Le Moline, Ossenisio, Panigà, Perducco, Pradelle, Rossone, San Silverio, Tovazza

## 文化・観光
「イタリアの最も美しい村」クラブ加盟コムーネである。